# Mick McGahey
Pour les articles homonymes, voir McGahey.
 (octobre 2024).
La mise en forme du texte ne suit pas les recommandations de Wikipédia : il faut le « wikifier ».
Les points d'amélioration suivants sont les cas les plus fréquents. Le détail des points à revoir est peut-être précisé sur la page de discussion.
- Les titres sont pré-formatés par le logiciel. Ils ne sont ni en capitales, ni en gras.
- Le texte ne doit pas être écrit en capitales (les noms de famille non plus), ni en gras, ni en italique, ni en « petit »…
- Le gras n'est utilisé que pour surligner le titre de l'article dans l'introduction, une seule fois.
- L'italique est rarement utilisé : mots en langue étrangère, titres d'œuvres, noms de bateaux, etc.
- Les citations ne sont pas en italique mais en corps de texte normal. Elles sont entourées par des guillemets français : « et ».
- Les listes à puces sont à éviter, des paragraphes rédigés étant largement préférés. Les tableaux sont à réserver à la présentation de données structurées (résultats, etc.).
- Les appels de note de bas de page (petits chiffres en exposant, introduits par l'outil «  Source ») sont à placer entre la fin de phrase et le point final[comme ça].
- Les liens internes (vers d'autres articles de Wikipédia) sont à choisir avec parcimonie. Créez des liens vers des articles approfondissant le sujet. Les termes génériques sans rapport avec le sujet sont à éviter, ainsi que les répétitions de liens vers un même terme.
- Les liens externes sont à placer uniquement dans une section « Liens externes », à la fin de l'article. Ces liens sont à choisir avec parcimonie suivant les règles définies. Si un lien sert de source à l'article, son insertion dans le texte est à faire par les notes de bas de page.
- La présentation des références doit suivre les conventions bibliographiques. Il est recommandé d'utiliser les modèles {{Ouvrage}}, {{Chapitre}}, {{Article}}, {{Lien web}} et/ou {{Bibliographie}}. Le mode d'édition visuel peut mettre en forme automatiquement les références.
- Insérer une infobox (cadre d'informations à droite) n'est pas obligatoire pour parachever la mise en page.

Pour une aide détaillée, merci de consulter Aide:Wikification.
Si vous pensez que ces points ont été résolus, vous pouvez retirer ce bandeau et améliorer la mise en forme d'un autre article.
Michael McGahey (29 mai 1925 - 30 janvier 1999) est un communiste écossais et leader syndical mineur des années 1970 et des années 1980.
Vice-président de l'Union nationale des mineurs, de 1973 à 1986, aux côtés de Joe Gormley lors de la grève des mineurs britanniques de 1972  et de la grève des mineurs britanniques de 1974, il a joué de nouveau un rôle important lors de la Grève des mineurs britanniques de 1984-1985, aux côtés du nouveau président Arthur Scargill.

## Biographie

### Enfance et débuts
Sa famille, venue d'Irlande du Nord, s'est installée en Ecosse pour travailler dans les mines à l'époque de la Révolution industrielle. Son père, John McGahey, mineur à Shotts, dans le North Lanarkshire, fut un fondateur du Parti communiste de Grande-Bretagne et fit la grève générale de 1926 puis a déménagé à Cambuslang pour trouver un emploi, avant de décéder de la pneumoconiose quand son fils était encore en bas âge.
Mike McGahey a commencé à travailler à l'âge de 14 ans, à une époque où les 426 mines d’Écosse emploient 92000 mineurs, alors qu'il n'y en aura plus qu’une seule, à Castle Bridge, n'employant que 900 mineurs, lors de son décès 1999. Au cours des 25 années suivantes, est resté travailler à la mine de charbon de Gateside où il avait débuté, adhérant au Parti communiste et au Syndicat national des mineurs (NUM), dont il est resté adhérent toute sa vie. Dès l'âge de 18 ans, il est licencié car considéré comme meneur, à la suite d’une grève sauvage, puis réembauché.
En 1966, il devient permanent du syndicat à l'âge de 41 ans et s'impose dès cette époque chez les mineurs par son art oratoire et son autorité. Dès l'années suivante, il est élu à la présidence de l'Union des mineurs d'Écosse. Parmi ses réalisations, l'obtention de la fourniture de bains et de services de blanchisserie aux mineurs. Il se fait aussi connaître pour sa gestion de la sécurité après un grave accident à la mine Michael à Fife, via un système qui faisait gagner aux sauveteurs de précieuses minutes pour évacuer les victimes.

### Syndicaliste et communiste
Il est élu président de la section locale du syndicat à dix-huit ans, puis monte dans l'appareil, mais sans jamais atteindre la présidence nationale, passant par l'exécutif écossais du NUM à partir de 1958 et qu'il préside à partir de 1967, malgré sa ligne très militante, contestée et qui lui coûte la présidence en 1971 face à son rival Joe Gormley.
Elu vice-président national du NUM en 1972, il est aussi promu au Parti communiste de Grande-Bretagne (CPGB), intégrant son comité exécutif dès 1971 puis devenant président. Lors de sa dissolution en 1991, il rallie le Parti communiste d'Écosse.
Il est espionné à partir de 1970, par le biais des écoutes téléphoniques du service de sécurité britannique MI5, qui trouvait ses propos difficile à comprendre en raison de son accent écossais. Ses cicatrices viennent de l'époque où il vendait le journal communiste Daily Worker dans les pubs de Glasgow, où un ivrogne lui "planta un verre brisé au milieu du visage".
Plus tard, adepte d'un bar à whisky et fumeur plein pot de cigarettes Capstan, il n'en inspirait pas moins un respect profond, écouté dans un silence religieux lors des congrès syndicaux.

### Grandes grèves de 1972 et 1974
Il devient célèbre au moment des grèves des mineurs de 1972 et 1974, selon lui rendues politiques par la volonté du Premier ministre Edward Heath. Ce dernier axe sa campagne électorale du début 1974 sur la dénonciation du "chef du petit groupe de communistes non élus" qui prétendent "diriger la Grande-Bretagne".
Fin janvier, "du jour au lendemain, Mick McGahey est devenu l'homme le plus détesté en Grande-Bretagne", personnellement visé par le titre d'un communiqué du parti travailliste le 29 janvier 1974, l'accusant de vouloir exploiter le conflit des charbonnages à des fins politiques et qualifiant sa tactique d'"absurdité imbécile et dangereuse", les travaillistes prenant "fait et cause pour Joe Gormley", son associé et rival à la présidence du Syndicat des mineurs. Mick McGahey venait d'effectuer des déclarations jugées inquiétantes au cours du week-end, en estimant que la grève des mineurs devait permettre de renverser le gouvernement, que les équipes de sécurité devaient cesser le travail et que si les soldats étaient appelés dans les mines, les mineurs feraient appel à leur "solidarité".
Selon sa nécrologie dans The Guardian, les médias l’ont vilipendé pendant ces deux épisodes "à un niveau qui n’a été dépassé que par le traitement qu’ils ont réservé au président du NUM, Arthur Scargill" dix ans plus tard. Il fait à cette occasion partie des "rares dirigeants syndicaux condamnés par une motion de la Chambre des communes signée par des membres de tous les partis". La presse le surnomme « Mick le Rouge » car sa double position de président du parti communiste britannique (CPGB) et de  leader de "l’aile militante du syndicat" renforce son "image de syndicaliste intransigeant, voire extrémiste".
Le secrétaire d'État à l'énergie David Howell déclare que la crise est "provoquée par des groupes extrémistes décidés à détruire le mode de vie britannique" même si le parti communiste britannique n'a qu'une trentaine de milliers d'adhérents et aucun député. Le Monde du 31 janvier 1974 estime alors que "dans le cas d'une élection dans les semaines à venir", le Labour "risquerait une cuisante défaite si les électeurs étaient enclins à confondre les mineurs en grève, le parti travailliste et les révolutionnaires comme McGahey". Quelques jours après le parlement est dissous et les élections générales anticipées de février 1974 sont convoquées, mais la participation grimpe de 7 points, à près de 79%, et si le parti travailliste perd effectivement 6 points, c'est le parti Libéral-démocrate seul qui en profite, bondissant de 12 points, tandis que Parti conservateur d'Edward Heath en perd 8 et doit abandonner le pouvoir.
Pendant ces deux grèves, Mick McGahey n'est pas toujours d'accord avec la stratégie du président du syndicat Joe Gormley, et ce dernier aurait retardé sa retraite jusqu'en 1981, année où son rival, désormais âgé de 55 ans, ne pouvait plus se présenter à la présidence, selon les statuts du syndicat.
Au même moment que celle des mineurs début 1974, une autre grève, des conducteurs de locomotives, oblige des milliers d'Anglais à passer des heures d'attente sur les quais de gare, le président de leur syndicat étant "harcelé par une base activiste dont le mouvement est, contrairement à celui des mineurs, mal vu de la population".

## Revendications de décembre 1974
En décembre 1974, la presse observe que "depuis la fin du contrôle des salaires, institué par les conservateurs, la hausse moyenne des rémunérations dépasse largement 20 %, tous les syndicats ayant hâte de se protéger contre la hausse du coût de la vie attendue". La crainte est alors que les mineurs lance un affrontement comme celui de l'hiver 1973-1974, et par leur aura chez les salariés modestes fassent sauter "toutes les barrières érigées contre une vague massive de revendications ouvrières". Le 12 décembre 1974, il mène l'offensive de l'aile gauche du syndicat pour une augmentation des salaires de 30 livres par semaine, via un vote "d'extrême justesse" de la commission chargée des négociations de salaires, inversé le surlendemain par un vote inverse du comité exécutif du syndicat, le précédent ayant été condamné par le ministre du travail Michael Foot et les dirigeants du TUC, confédération réunissant les syndicats de tous les secteurs. "Mick le Rouge" déclare alors le vote du comité sans valeur, estimant que la demande 30 livres par semaine sera maintenue, amenant les modérés à claquer la porte. Lorsque la séance reprit, le président du syndicat Joe Gormley réussit à faire repousser la revendication par 16 voix contre 8.

## Grève des mineurs de 1984-1985
Comme vice-président du NUM, un poste qu'il a conservé jusqu'en 1986, à l'âge de 61 ans, il "joue un rôle de premier plan" pendant la grève des mineurs de 1984-1985, alors qu'il approchait de la retraite, mais principalement dans les questions écossaises. Il s'est opposé à la tenue d'un scrutin national et a préféré laisser les régions prendre leurs propres décisions quant à la nécessité de faire grève.
Mick McGahey considérait la nomination d'Ian MacGregor à la présidence du National Coal Board (NCB) comme une « déclaration de guerre ». James Cowan, alors vice-président du NCB, affirme que McGahey l'a averti de prendre sa retraite en 1983 et de protéger sa santé, car il craignait qu'une grève « sanglante » soit inévitable avec la nomination d'Ian MacGregor et qu'il y ait un conflit entre différentes régions du NUM.
Selon The Defence of the Realm: The Authorized History of MI5 de Christopher Andrew, la surveillance exercée par le MI5 sur McGahey pendant la grève des mineurs de 1984-1985 a révélé qu'il était « extrêmement en colère et embarrassé » par les liens de Scargill avec le gouvernement libyen, mais qu'il était « heureux de prendre part, avec Scargill et d'autres dirigeants du NUM, à des contacts avec des représentants soviétiques ».

## Opposition à Arthur Scargill
Il a refusé de donner suite à un projet de biographie autorisée, abandonné parce qu’il refusait de divulguer ses opinions sur de nombreuses questions clés, et de révéler ses raisons pour avoir adhéré dans un premier temps de manière si dévouée à la ligne d'Arthur Scargill
Mais après la grève de 1984-1985, McGahey est devenu plus critique envers Arthur Scargill et s'est opposé à la concentration croissante du pouvoir au sein du NUM dans la direction nationale au détriment des zones régionales. Il a exprimé ses regrets concernant le recours à des piquets de grève violents dans le Nottinghamshire et les divisions que cela a provoquées parmi les mineurs.
McGahey a continuellement insisté pour que le NUM trouve un moyen de se réconcilier avec l' Union of Democratic Mineworkers (une scission du NUM basée dans les Midlands). Scargill a qualifié cette insistance de « tragédie que les gens de l'extrême nord pontificient sur ce que nous devrions faire pour reconquérir des membres du NUM ».

## Dernières années et postérité

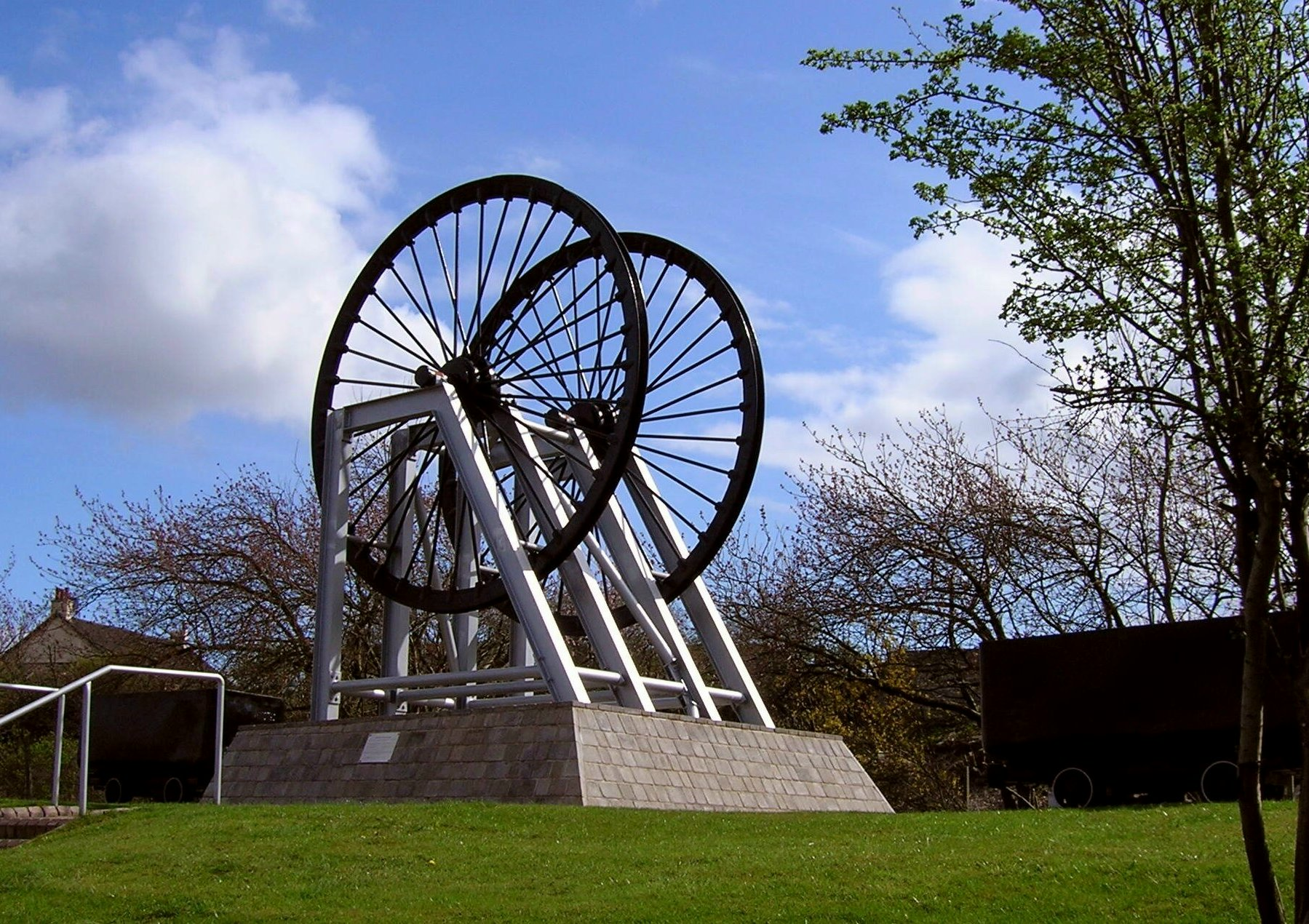
Le mémorial de Mick McGahey à Cambuslang

Gros fumeur pendant la majeure partie de sa vie, McGahey a souffert dans ses dernières années d'emphysème chronique et de pneumoconiose.
Un mémorial l'honore dans la rue principale de Cambuslang et des appels ont été lancés au Parlement écossais pour un mémorial plus national. En 2006, lors de l'inauguration d'un mémorial, Rodney Bickerstaffe, ex-secrétaire général syndicat UNISON l'a décrit comme un « héros de la classe ouvrière » qui n’a jamais perdu contact avec ses racines et ses valeurs socialistes et a eu une influence majeure sur le mouvement.